# Палау на летних юношеских Олимпийских играх 2014
Палау на летних юношеских Олимпийских играх 2014, проходивших в китайском Нанкине с 16 по 28 августа, был представлен тремя спортсменами в трёх видах спорта.

## Состав и результаты

### Борьба
Палау тройственной комиссией было предоставлено одно место для участия.

#### Юноши
| Спортсмен      | Дисциплина               | Групповой этап            | Групповой этап                    | Групповой этап                      | Групповой этап | Финал/ РМ                           | Место |
| Спортсмен      | Дисциплина               | Соперник Очки             | Соперник Очки                     | Соперник Очки                       | Место          | Соперник Очки                       | Место |
| -------------- | ------------------------ | ------------------------- | --------------------------------- | ----------------------------------- | -------------- | ----------------------------------- | ----- |
| Джеймс Дидаско | Вольная борьба, до 63 кг | Эльберт Штейн ЮАР П 0 — 4 | Иверико Джулакидзе Грузия П 1 — 4 | Теймур Маммадов Азербайджан П 0 — 4 | 4 Q            | Дуглас Ллойд Новая Зеландия П 0 — 4 | 8     |

### Лёгкая атлетика
Палау представлял один спортсмен.
Легенда: Q — финал А (медальный), qB — финал B (без медалей), qC — финал С (без медалей), qD — финал D (без медалей), qE — финал E (без медалей).

#### Юноши
| Спортсмен    | Дисциплина | Предварительный раунд | Предварительный раунд | Финал     | Финал |
| Спортсмен    | Дисциплина | Результат             | Место                 | Результат | Место |
| ------------ | ---------- | --------------------- | --------------------- | --------- | ----- |
| Гвинн Уэхара | 100 метров | 11,51                 | 21 qC                 | DNS       | DNS   |

### Плавание
Палау представлял один пловец.

#### Девушки
| Спортсмен        | Дисциплина                | Предварительный заплыв | Предварительный заплыв | Полуфинал             | Полуфинал             | Финал                 | Финал                 |
| Спортсмен        | Дисциплина                | Время                  | Место                  | Время                 | Место                 | Время                 | Место                 |
| ---------------- | ------------------------- | ---------------------- | ---------------------- | --------------------- | --------------------- | --------------------- | --------------------- |
| Дирнгулбай Мисеч | 200 метров вольным стилем | 2:33,57                | 36                     | Не участвовала        | Не участвовала        | Завершила выступление | Завершила выступление |
| Дирнгулбай Мисеч | 100 метров баттерфляем    | 1:18,33                | 30                     | Завершила выступление | Завершила выступление | Завершила выступление | Завершила выступление |